# Monte Chiampon
Der Monte Chiampon (italienisch, furlanisch Cjampón) ist ein 1709 m s.l.m. hohes Bergmassiv am Rande der Alpen im Friaul. Er liegt bei Gemona und gehört zu den Julischen Voralpen.

## Geographie

### Lage und Landschaft
Die Berg liegt am Rand der Südalpen zur Norditalienischen Tiefebene, zwischen dem Tal des Tagliamento bei Gemona westlich und dem Oberlauf des Torre bei Tarcento östlich. Landschaftlich wirkt der Berg mächtig, er erhebt sich gut 1500 Meter über die an seinem Fuß beginnende Norditalienischen Tiefebene, die hier auf etwa 200 Meter Seehöhe liegt.
Das Chiampon-Massiv ist nach Süden wie Norden verkarstet und schroff, die Vorberge und Bergfüße sanfter und bewaldet. Gemona selbst liegt am Schuttfuß des Berges (Torrente Veliato) auf um 270 m s.l.m.

### Einordnung, Umgrenzung und benachbarte Gebirgsgruppen
Das Massiv gehört zu den Nördlichen Julischen Voralpen, die sich zwischen Eisental (Canal del Ferro, untere Fella) und oberer Natisone/Nadiža im italienisch-slowenischen Grenzgebiet erstrecken. Das Massiv wird entweder mit dem östlich anschließenden Gran Monte–Stol-Zug zu einer randalpinen Gruppe Chiampon–Stol zusammengefasst (SOIUSA), orographisch kompakter zur nördlichen Gruppe Plauris–Musi gerechnet, oder landschaftlich zu den Prealpi del Torre (Plauris–Gran Monte).

#### Umgrenzung
- Im Westen der Tagliamento von Gemona del Friuli bis Venzone: zur Gruppe Verzegnis–Piombada (SOIUSA C.9.a der Valcalda–Verzegnis-Kette) der Venetianer Alpen (Karnische Voralpen)
- Im Norden Valle della Venzonassa – Forcella la Tacia (1087 m s.l.m.) – Rio Vodizza bei Musi: zum Plauris–Musi-Zug (SOIUSA 34.2.I)
- Im Osten Torre bis Tarcento: zum Gran Monte ([Gran Monte–]Stol-Zug, SOIUSA 34.2.II)
- Im Süden Tarcento – Gemona (um gut 200 m s.l.m.): zur Norditalienischen Tiefebene (Pianura Padana)

Die südlichen Vorberge des Massivs werden auch schon zum Friauler Hügelland (Friuli collinare) gezählt.

### Gliederung und Gipfel
Die beiden Hauptgipfel sind:

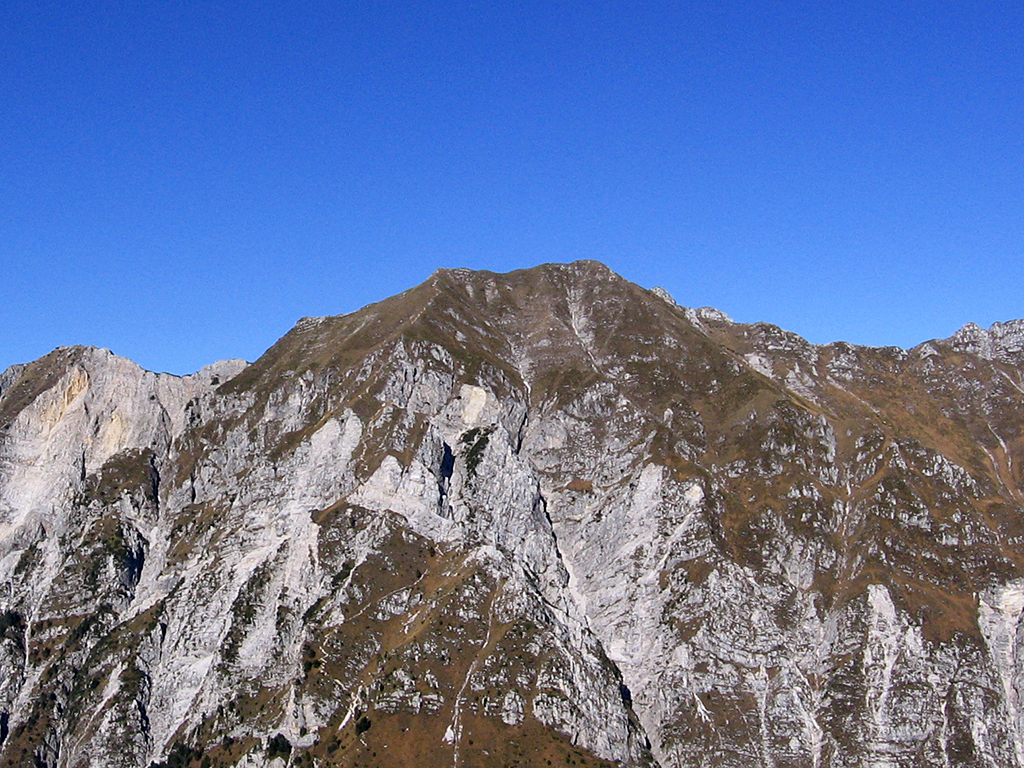
Südflanke des Chiampon-Gipfels vom Cuarnan

- Monte Chiampon (Cjampón, 1709 m s.l.m.) selbst, der östlichere Gipfel
- Monte Deneal (Deneâl, 1703 m s.l.m.), der westlichere Gipfel

Östlich streicht der Hauptgrat (unter anderem) aus in:
- Faeit (1636 m s.l.m.) und Ambruseit (Ambrusêt, 1640 m s.l.m.)
- Cuel de Lanis (1629 m s.l.m.) und Monte Laschiplas (1612 m s.l.m.)

Südlich vorgelagert steht, durch das Torre-Nebental des Torrente Vedronza und den Veliato bei Gemona etwas ausgegliedert, über Magnano in Riviera und  Artegna und um das Tal von Montenars, getrennt durch das Sella Foredor (Foredôr) (1089 m s.l.m.):
- Monte Cuarnan (1372 m s.l.m.) mit zahlreichen niedrigen Vorhügeln

Nordwestlich gegen Venzone, getrennt durch das Forca de Ledis (758 m s.l.m.):
- Monts di Ledis (Lèdis) mit Monte Ledis (1055 m s.l.m.)

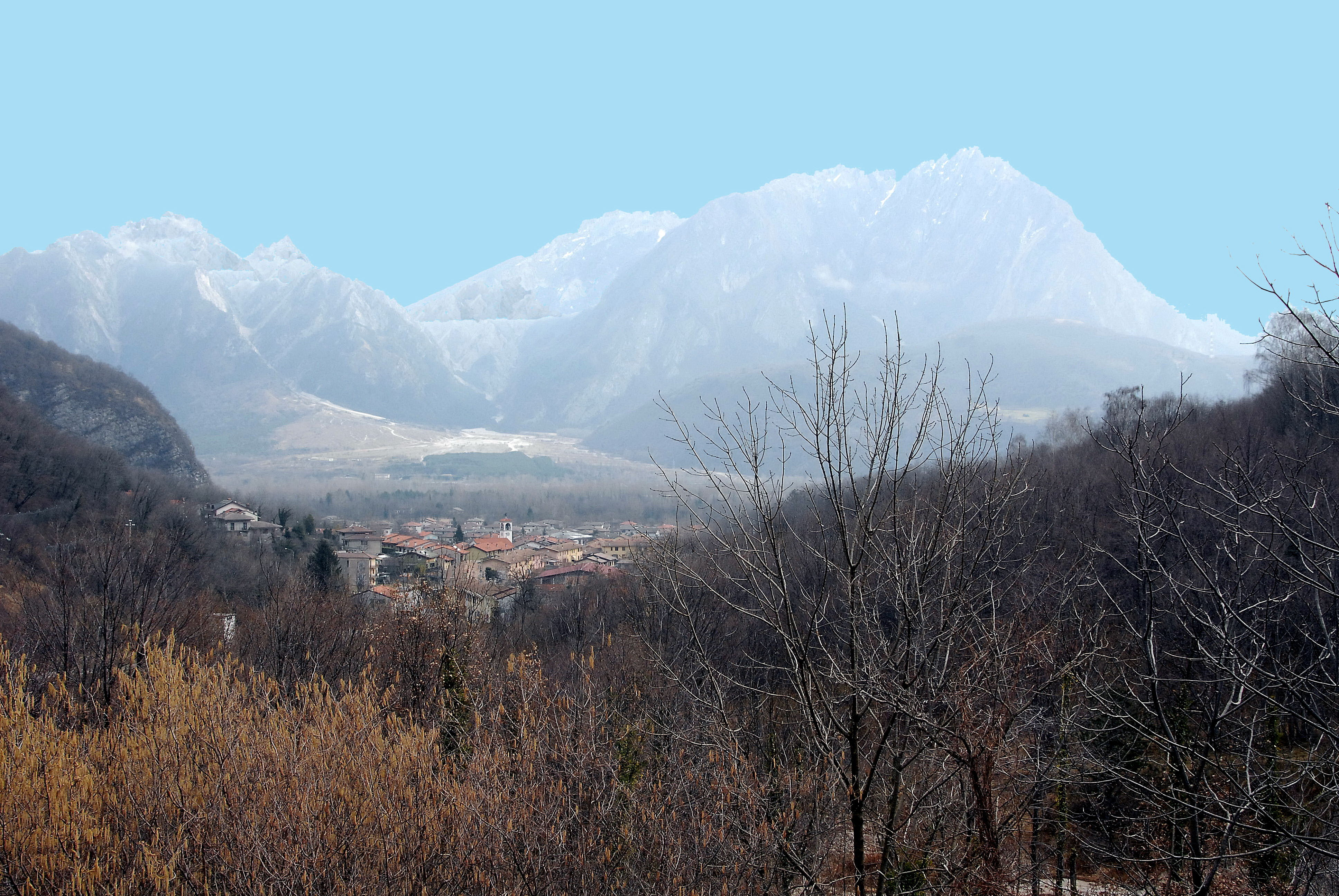
Nordflanke des Massivs von Bordano: rechts Chiampon–Deneal, mittig Faeit–Lanis, links Ledis
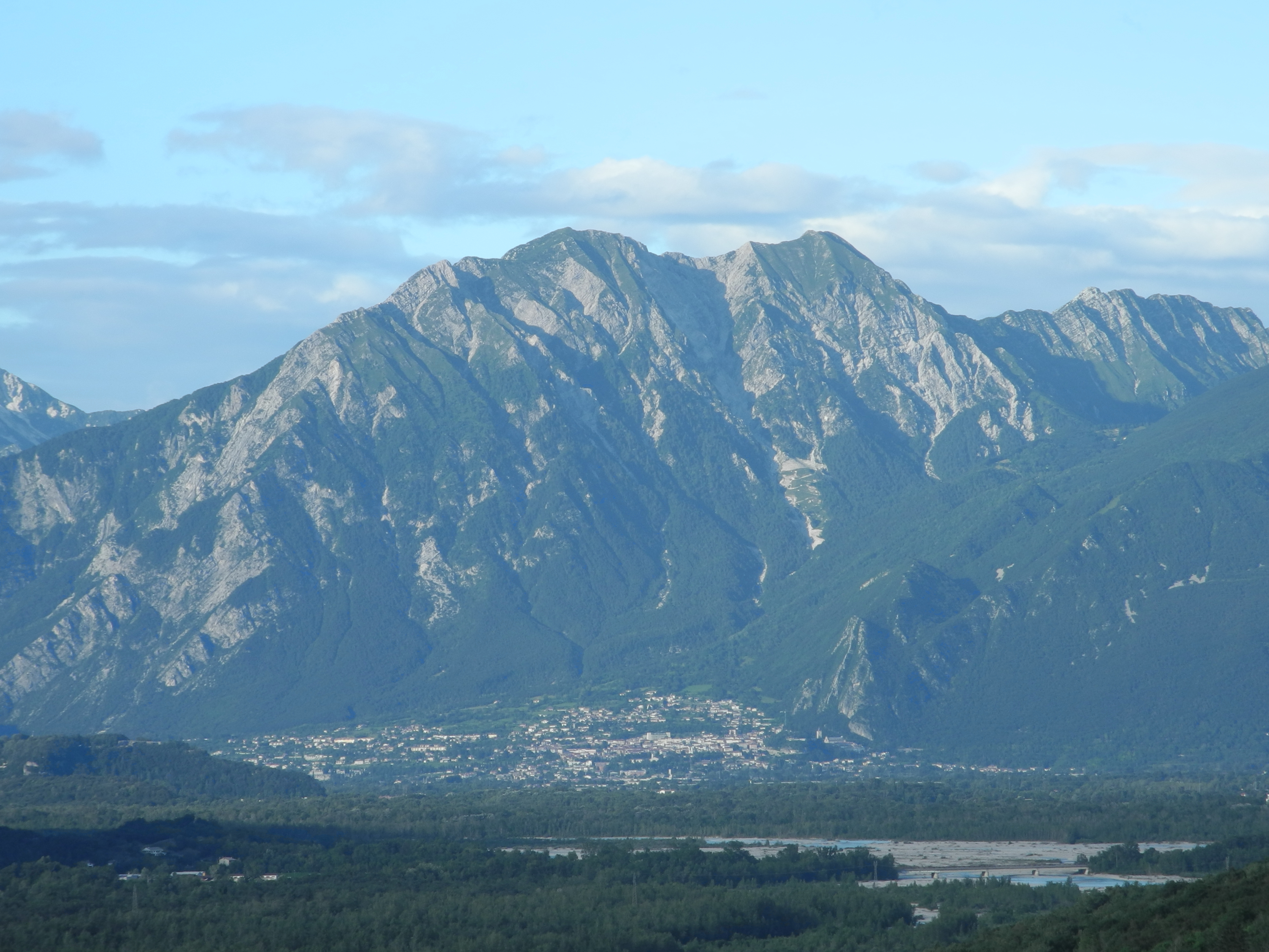
Der Hauptstock über Gemona, von Pinzano al Tagliamento

## Besteigung und Wege
Über den Hauptgrat des Chiampon-Stocks verläuft der Klettersteig Alta Via CAI Gemona (749, 2011 ausmarkiert). Zustiege sind von allen Talorten möglich, die Westflanke ist aber unwegsam. Die Bergfüße und Vorberge sind leichteres Wandergebiet.